# Peace-enforcement

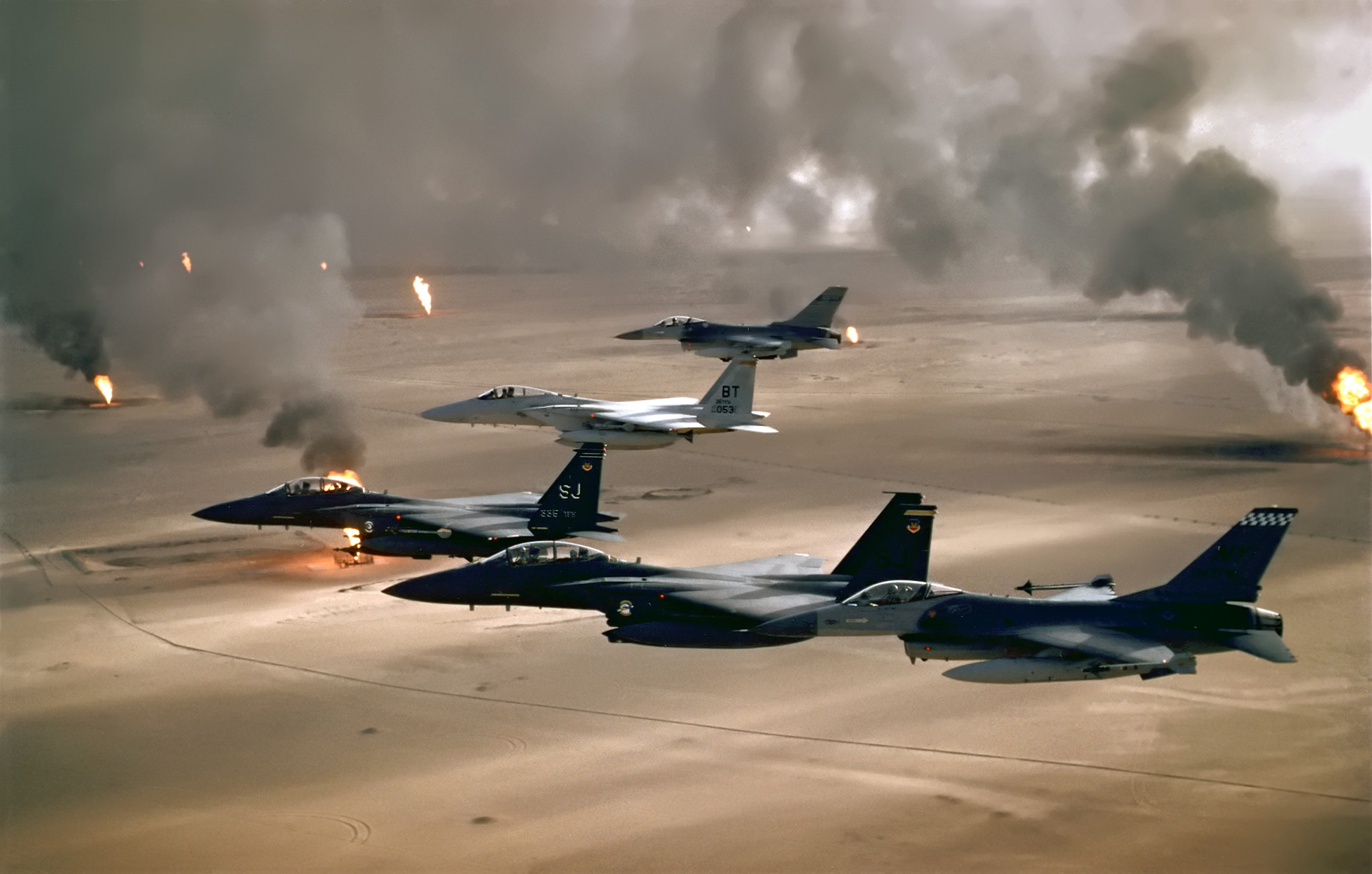
La Guerra del Golfo è un esempio di operazione militare avente per scopo l'imposizione della pace.

L'imposizione della pace, nota anche come peace-enforcement, indica, in ambito internazionale, diverse operazioni militari svolte sulla base di quanto previsto dal capitolo VII dello Statuto delle Nazioni Unite, qualora le parti in causa non abbiano raggiunto un accordo consensuale per la cessazione delle ostilità. Si differenziano dalle operazioni di mantenimento della pace per la maggior forza militare impiegata. 

## Caratteristiche delle operazioni
Il contingente militare, incaricato di svolgere questo tipo di operazioni, utilizza la forza o ne minaccia l'uso obbligando i contendenti al rispetto delle condizioni stabilite dal mandato.
Se necessario la forza militare può ricorrere al combattimento, questo tipo d'azione però si differenzia dalle operazioni di guerra per il fatto che non è finalizzata alla distruzione, delle forze contrapposte, ma all'imposizione coercitiva delle condizioni stabilite dal mandato.
Cronologicamente, la missione di imposizione della pace è attuata per portare le parti in conflitto e che hanno precedentemente fermato le ostilità con un cessate il fuoco, seguito da un armistizio, all'intavolamento di trattative per la firma di un trattato di pace. Esse precedono le missioni di mantenimento della pace.

## Tipologia
Nell'ambito di un'operazione di imposizione della pace possono essere svolte le seguenti missioni:
- Contenimento: con lo scopo di limitare l'espansione e l'intensità del conflitto per mezzo o meno della forza.
- Applicazione di misure coercitive: con azioni di forza contro obiettivi circoscritti attuate, generalmente, a seguito del mancato rispetto degli accordi.
- Protezione delle attività umanitarie: con lo scopo di garantire la sicurezza alla popolazione e ai convogli umanitari, attraverso la vigilanza di obiettivi sensibili e scorte.
- Creazione e controllo di aree sicure: mediante vigilanza e protezione di parti di territorio e popolazione ivi residente.
- Separazione forzata dei contendenti: separando coercitivamente, anche con l'uso della forza, i contendenti creando zone demilitarizzate e creando i presupposti previsti dalle missioni di interposizione.
- Liberazione di territori occupati: ottemperando al mandato internazionale, ripristinando la sovranità nazionale in territori occupati, anche mediante l'utilizzo della forza.

## Alcuni esempi
Di seguito alcuni esempi di missioni di imposizione della pace:
- Guerra di Corea 1950-1953, intervento ONU volto al ristabilimento dello status quo ante rispetto all'invasione militare operata dalla Corea del Nord.
- UNTAC 1992 - 1993, intervento ONU per portare la Cambogia fuori dagli interminabili conflitti fra fazioni armate, restaurazione della monarchia.
- Guerra del Golfo nel 1990-1991 per la liberazione del Kuwait, occupato dall'Iraq di Saddam Hussein.
- Quando durante la guerra in Afghanistan, nel 2001 il Consiglio di sicurezza dell'ONU ha autorizzato la costituzione della Forza Internazionale di Assistenza per la Sicurezza (ISAF) a guida NATO.
- Intervento militare in Libia nel 2011, con operazioni militari di singoli paesi e di quelli membri della NATO (Unified Protector) sempre dietro mandato ONU.